# Яванізація

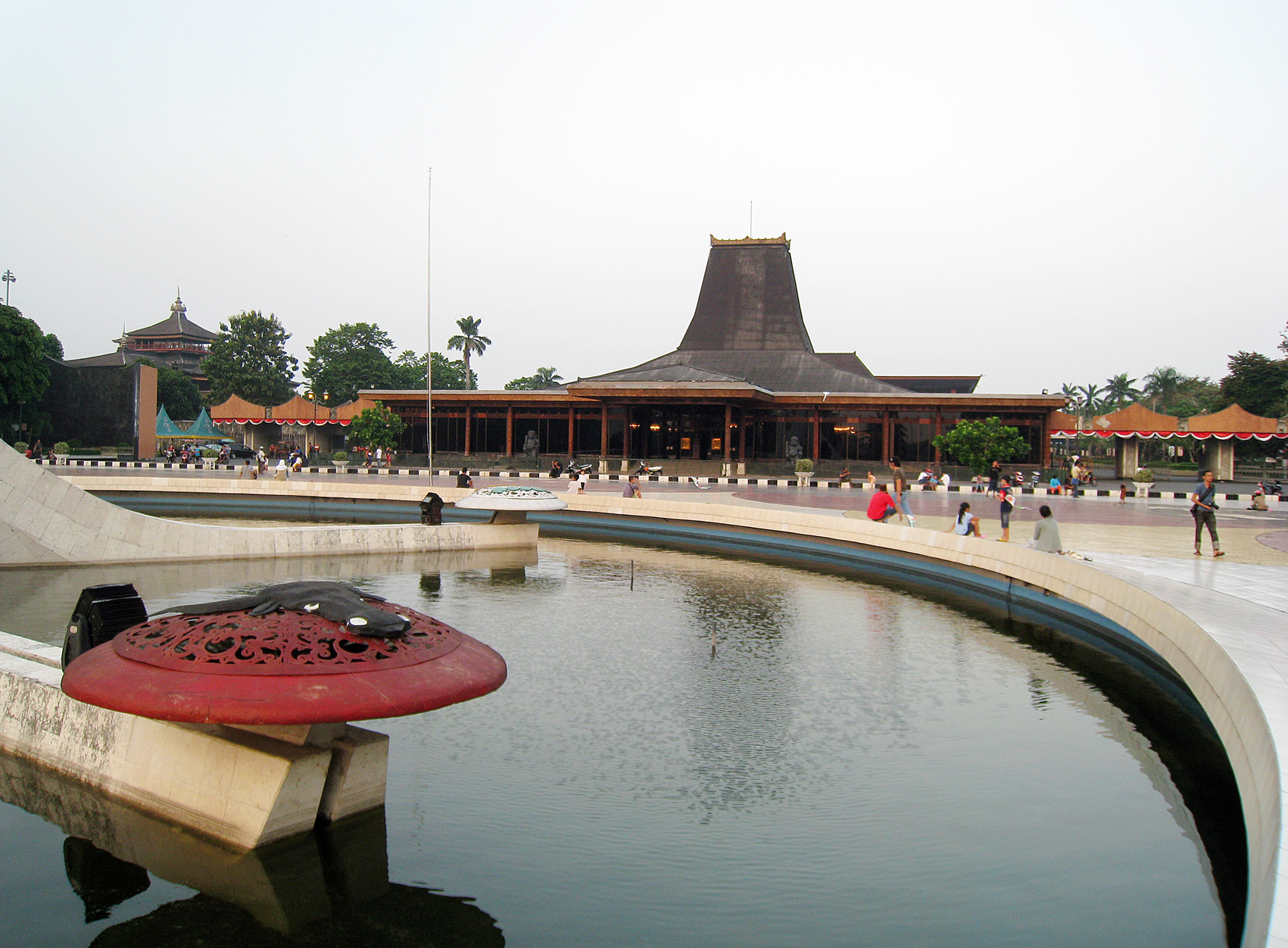
Головна будівля Сасоно Утомо в Таман Міні Індонезія Інда, збудована в стилі яванської архітектури джогло, стоїть навпроти Алун-Алун Панкасіла. Парк був побудований Тієн Сухарто, колишньою першою леді та дружиною Сухарто.

Яванізація (англ. Javanisation) — процес, у якому яванська культура домінує, асимілює або впливає на інші культури загалом (індонез. Jawanisasi or Penjawaan). Термін «яванізований» означає «зроблений або перетворений яванським за формою, ідіоматикою, стилем або характером». Це домінування може відбуватися в різних сферах: культурній, мовній, політичній та соціальній.
У сучасному розумінні яванізація в індонезійському соціальному, культурному та політичному контексті просто означає розселення сільського яванського населення густонаселеної Яви до менш населених частин архіпелагу. Тоді як для інших це також може означати свідоме чи несвідоме нав'язування яванських моделей мислення та поведінки всієї Індонезії в сенсі культурного імперіалізму. У попередньому значенні він більше зосереджений на мисленні та практиці тих, хто має владу.
Однак термін «яванізувати» вживається не тільки для опису зовнішнього процесу, а й внутрішнього; він також використовується для опису прийняття та асиміляції іноземних соціально-культурних впливів і елементів у яванській культурі. Ці іноземні впливи якимось чином інтерпретуються та адаптуються відповідно до яванської системи відліку, стилю, потреб і соціально-культурних умов. Яскравими прикладами є запозичення індійських індуїстських епосів і культурних елементів на Яві в V—XV століттях і прийняття ісламу, введеного Валі Сонґо в яванську культуру в XV столітті.
Як прояв процесу яванізації також можна розглядати просування та розширення яванської культури, таких як яванська мова, архітектура, кухня, батик, ваянг, гамелан і крис. Міграція яванців для поселення за межі своєї традиційної батьківщини в Центральній і Східній Яві до інших місць Індонезії (Суматра, Калімантан, Сулавесі, Папуа тощо), Малайського півострова (особливо Джохор) і Сурінаму також сприяє процесу яванізації.

## Прояви

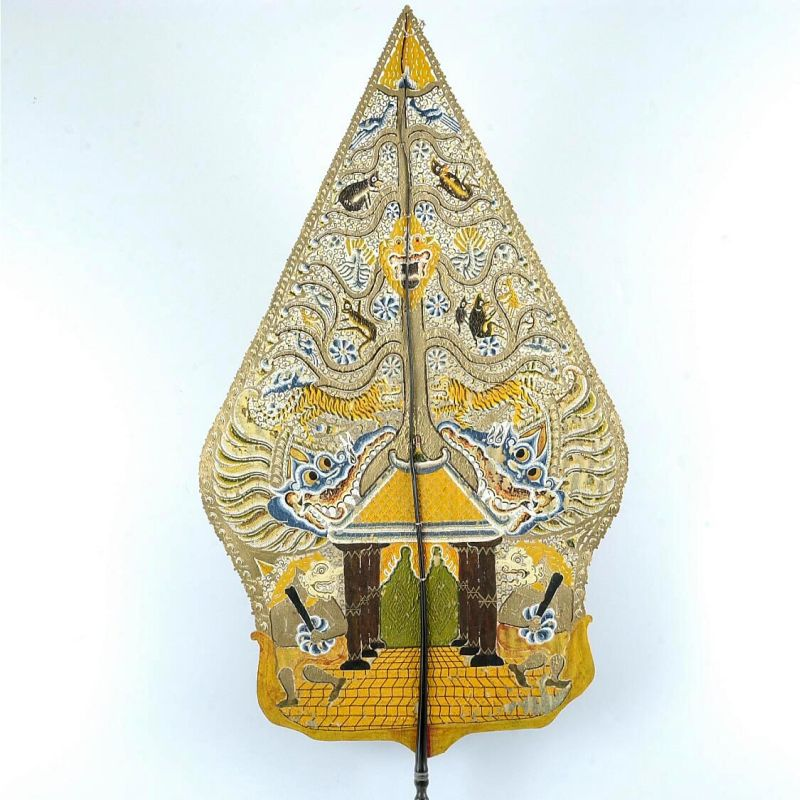
Яванські культурні вирази, такі як ваянг і гамелан, часто використовуються для популяризації яванської культури.

Яванська культурна гегемонія або домінування може проявлятися в різних аспектах. Наприклад, у фізичному — через розширення та поселення яванської діаспори за межами їхньої традиційної батьківщини на Яві. У духовному та поведінковому аспектах процес яванізації включає просування яванської культури та цінностей, таких як одержимість елегантністю та вишуканістю (яванською: alus), витонченістю, ввічливістю, люб'язністю, непрямістю, емоційною стриманістю та усвідомленням свого соціального статусу. Яванці високо цінують гармонію та соціальний порядок і ненавидять прямі конфлікти та розбіжності. Ці яванські цінності часто пропагуються через яванські культурні прояви, такі як яванський танець, гамелан, ваянг і батик як національна культура Індонезії. Вони також зміцнюються через дотримання яванських адатів (традиційних правил) у церемоніях, таких як Сламетан, Сату Суро, яванське весілля та Налоні Мітоні.
У мовному аспекті, наприклад, використання яванських термінів, ідіом і словників за межами традиційної яванської мовної сфери. Наприклад, сьогодні індонезійці зазвичай використовують яванські терміни для звернення до людей по всій Індонезії, наприклад «Мас» (для звертання до ровесників або трохи старших чоловіків) або «Мбак» (для відповідників жіночої статі). Це поширене в національній столиці Джакарті; однак це явище дещо насторожило малайськомовну та мінангкабаумовну області на Суматрі, які вважали це формою яванізації та культурного імперіалізму.
У соціальній та політичній сферах приклади сприйнятої яванізації, такі як кількість президентів Індонезії, завжди є яванцями (навіть Бухаруддин Юсуф Хабібі, який є яванцем по матері, — а яванська родинність є білінійною). Також передбачуване політичне домінування яванців в урядових адміністраціях, державній службі, військових і поліції, а також яванські риси в політичній культурі Індонезії.

## Рання історія

Розширення імперії Маджапахіт приблизно в XIV столітті

Протягом століть острів Ява був центральним осередком історії Індонезії, і яванський народ як найбільша етнічна група в Індонезії домінувала в політиці та соціальному ландшафті в минулому, а також у сучасній Індонезії.
На ранніх стадіях яванська культура зазнавала сильного впливу індійсько-буддистської цивілізації. Прикладом цього процесу є прийняття багатьох санскритських запозичених слів у старояванську мову, а також джаванізація індійських індуїстських епосів, таких як Рамаяна та Махабхарата, у яванську версію, а також включення місцевих божеств, таких як Семар і Пунакаван, до їхніх історій Ваянг Пурва. Процес прийняття індуїстських впливів описується як санскритізація Яви та яванізація Бхарати. Розквітом яванської класичної літератури є, наприклад, твори Какавіна Рамаяни та Арджунавівахи.
Ранніми прикладами яванізації є розширення яванського мистецтва доби Сайлендрану — розвиненого у VIII-ІХ століттях у Центральній Яві — яке впливає на естетику буддистського мистецтва Шрівіджаї, відкритого на Суматрі, у Південному Таїланді та на Малайському півострові. Незважаючи на те, що яванське мистецтво Сайлендрана увібрало в себе індійські впливи від мистецтва Гуптів та Амараваті до південноіндійського мистецтва Паллави, воно, у свою чергу, вплинуло на мистецтво та естетику регіону Південно-Східної Азії.
Ранній класичний період, під час королівства Матарам у Східній Яві в Х столітті, ознаменувався розширенням впливу Яви на Балі. Східнояванська принцеса Махендрадатта стала королевою короля Удаяни Вармадеви з Балі, що означає посилення впливу Яви на Балі. Під час правління Аірлангги Балі фактично став частиною індуїстського царства Східної Яви.
Розширення королівства Сінгасарі в ХІІІ столітті під час правління Кертанегари посилило вплив Яви в регіоні, особливо на Балі та Королівство Мелаю на східному узбережжі Суматри, завдяки експедиції Памалая. У 1200 році нашої ери Мпу Джатміка з Яви заснував індуїстське королівство Негара Діпа біля річки Тапін; це був початок судів у яванському стилі на Південному Калімантані.
Після розширення імперії Маджапахіт приблизно в XIV столітті, архіпелаг знову побачив експансію Яви. Ймовірно, саме в цей період деякі з яванських культурних елементів, такі як гамелан і крис, поширювалися та вводилися на острови за межами Яви; такі як Суматра, Малайський півострів і Борнео. Саме в цю епоху міста Банджармасін на Південному Калімантані та Сукадана на Західному Калімантані були засновані як яванські колонії та васали Маджапахіта. У 1400 році нашої ери Негара-Діпу змінило індуїстське королівство Негара-Даха. Яванські впливи можна побачити в мистецтві, культурі та костюмах народу Банджар, які демонстрували яванські стилі.
Також під час останнього періоду Маджапахіта в XV столітті були відроджені корінні австронезійські елементи доіндуїстсько-яванського стилю, як показано в храмах Сукух і Кето. На зміну класичним високим індуїстським храмам прийшли більш жорсткі фігури статуй і барельєфів у стилі ваянг, а також ступінчаста піраміда. Цей зворотний процес індіянізації також називають «яванізацією» індуїстсько-буддійських прототипів у яванському мистецтві.

## Пізніша історія

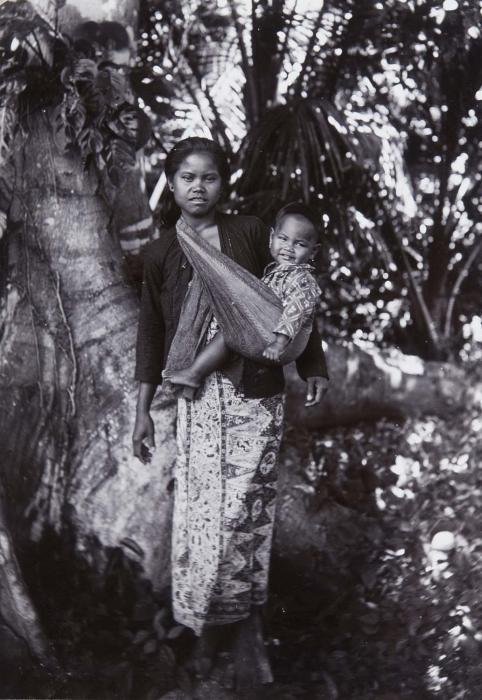
Яванська діаспора, наприклад, у Сурінамі в голландський колоніальний період, також сприяла поширенню яванської культури.

Після падіння Маджапахіту султанат Демак змінив свою гегемонію на Південній Суматрі, призначивши яванського регента правити Палембангом. На початку XVII століття султанат Палембанг був заснований Кі Геде інґ Суро, яванським шляхтичем, який втік від демакських придворних інтриг після смерті султана Демака Тренґгана. Султанат Палембанг відомий як поєднання різних культур: малайської, яванської, ісламської та китайської. Процес яванізації двору султанату Палембанг очевидний у прийнятті яванських слів і лексики в місцевому малайському діалекті Палембанг, таких як wong (люди) і banyu (вода).
Під час правління амбітного султана Агунга в султанаті Матарам у першій половині XVII століття яванська культура знову поширилася, більшість регіонів Західної та Східної Яви були яванізовані. Похід Матарама на східнояванські князівства, такі як Сурабая і Пасуруан, розширив матарамський вплив на Яву. Експансія Матарама охоплює сундські князівства Пріанганського нагір'я: Галух Чіаміс, Сумеданг, Бандунг і Чіанджур. Саме в цей період сунданці зазнали впливу та подальшої асиміляції з яванською культурою Кеджавен. Ваянг Голек — це сунданська традиція, які перейняли яванську культуру Ваянг Куліт, також процвітали подібні спільні культури, такі як гамелан і батик. Ймовірно, саме в цей час сунданська мова почала переймати стратифікацію термінів і лексику на позначення ввічливості, як це відображено в яванській мові. Крім того, яванська писемність також використовувала для написання сунданської мови какаракан.

Іноземні впливи та ідеї, такі як релігії та вірування, іноді свідомо й навмисно зазнають змін і адаптацій, будучи «яванізованими», щоб бути прийнятими популярною яванською аудиторією. Приклади, такі як процес, який відбувався в XV столітті, охрестили як «ісламізація Яви та яванізація ісламу». Валі Сонго, такі як Сунан Каліджага, відомі тим, що використовують яванські культурні вирази, такі як гамелан і ваянг, для просування та поширення ісламської віри. Ваянг садат — це варіант ваянгу, який використовувався в табліг і даваті для поширення ісламських послань. Іншим прикладом яванізації ісламу на Яві є будівництво пірамідального багатоярусного даху таджуг яванської мечеті. Яванські мечеті не застосовували купол, мінарети, цегляну або кам'яну кладку, натомість прийняли дерев'яну теслярку пендопо та дахів, подібних до меру, що походять від попереднього доісламського мистецтва та архітектури Яви. Прикладом таких мечетей є Велика мечеть Демак і Велика мечеть Джок'якарти.

Джаванізація культових споруд
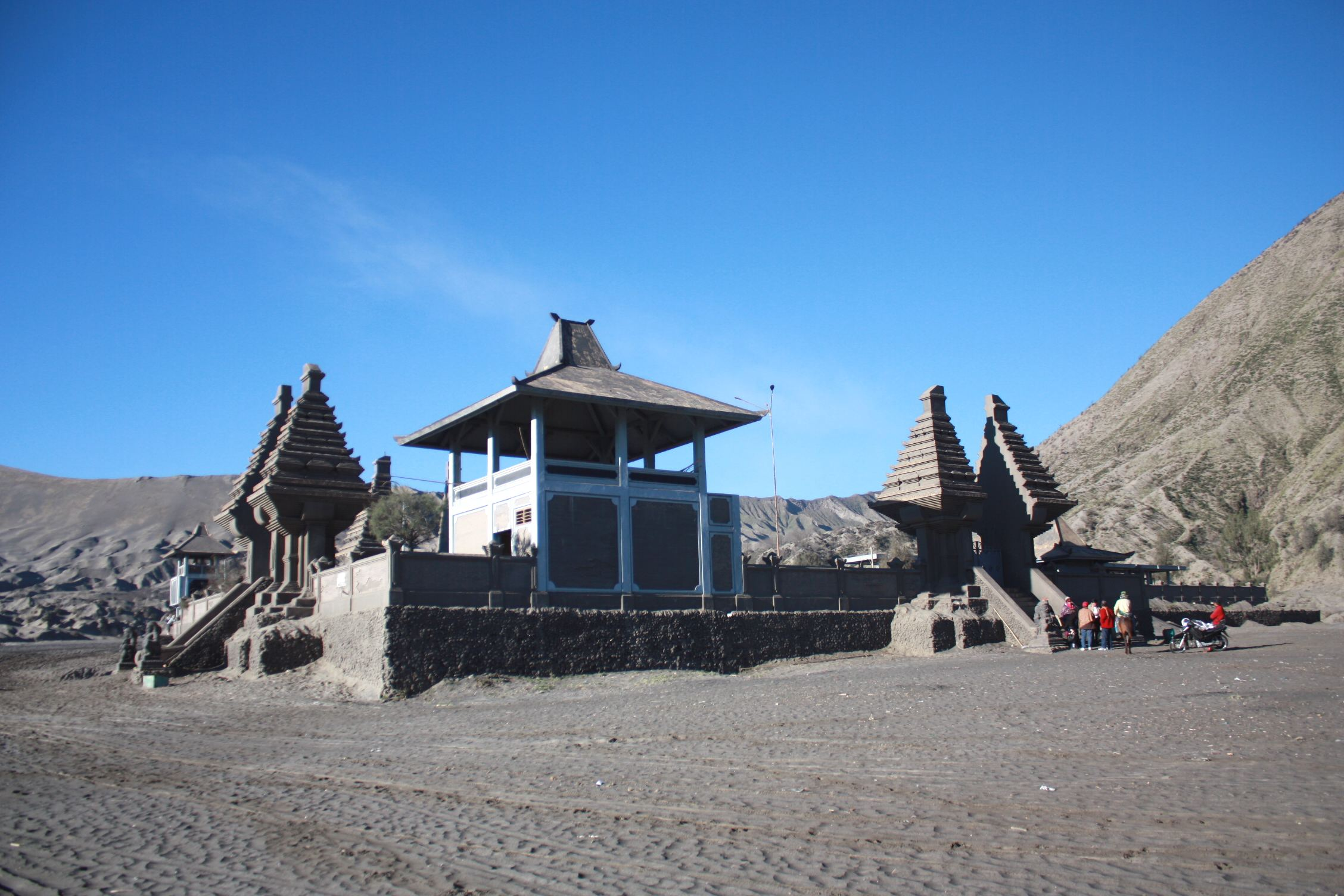
Індуїстський храм Пура Потен, Бромо
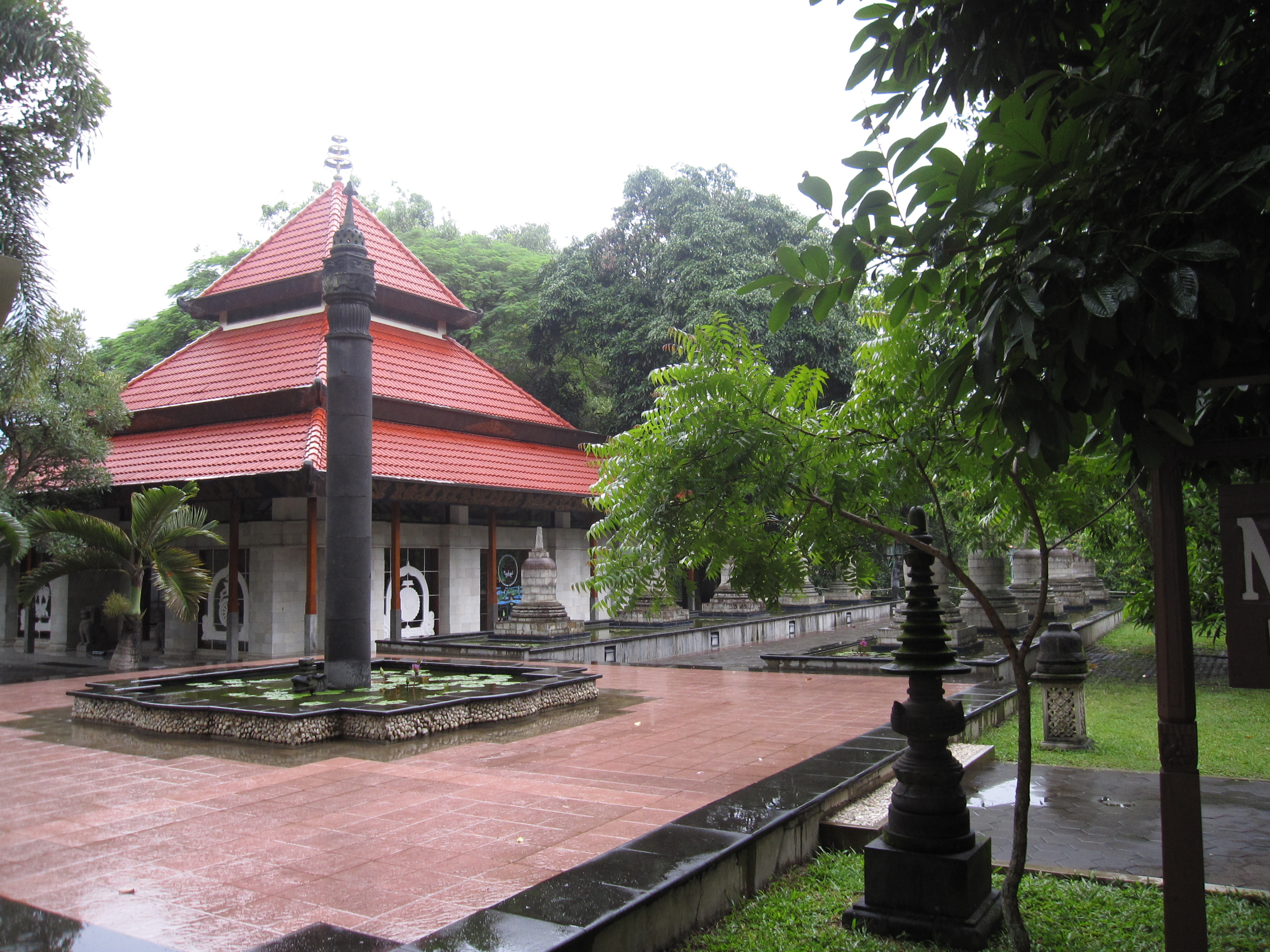
Мендут Віхара, буддійський монастир біля храму Мендут, Магеланг
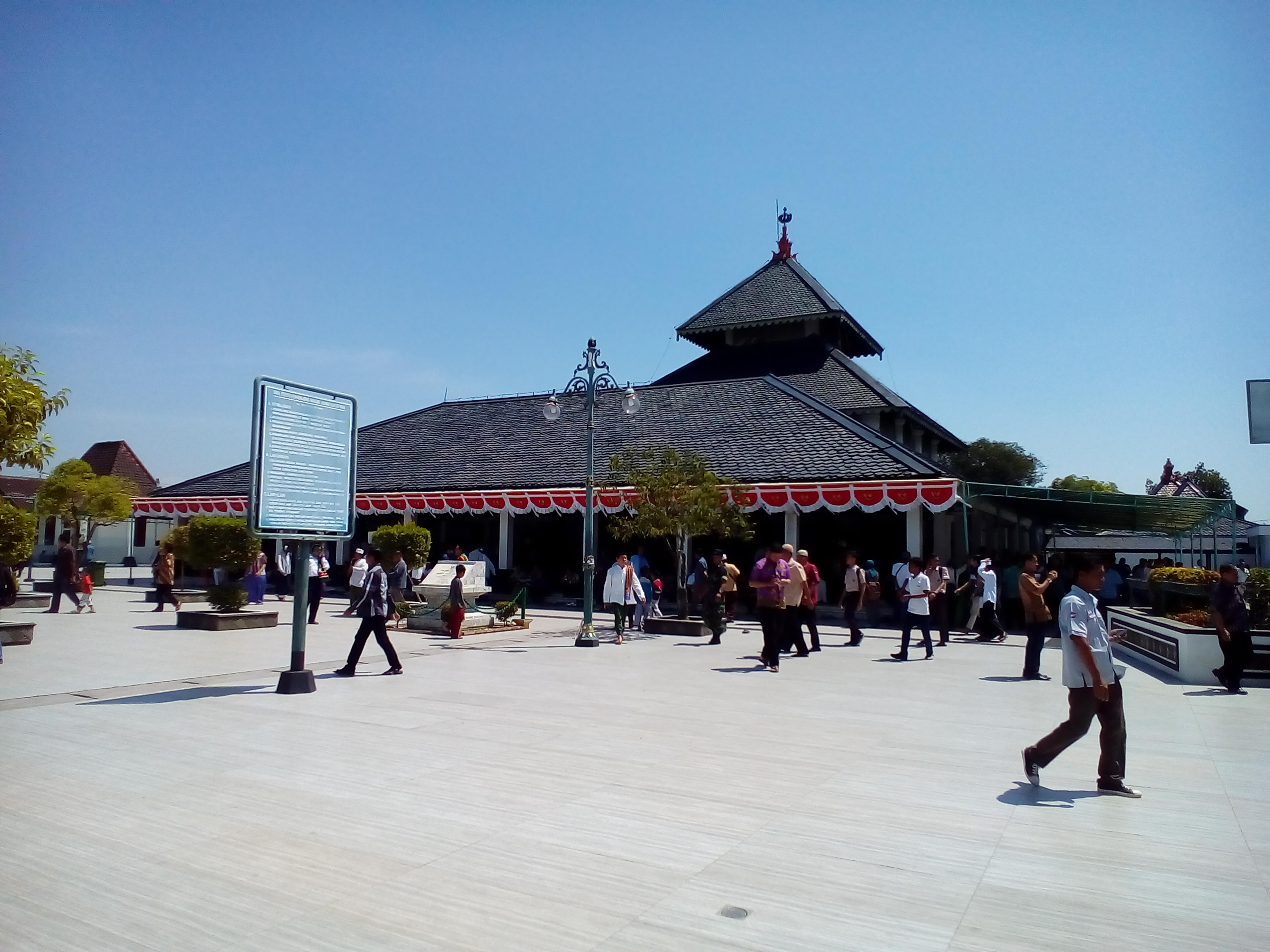
Велика мечеть Демака з багатоярусним дахом, схожим на меру
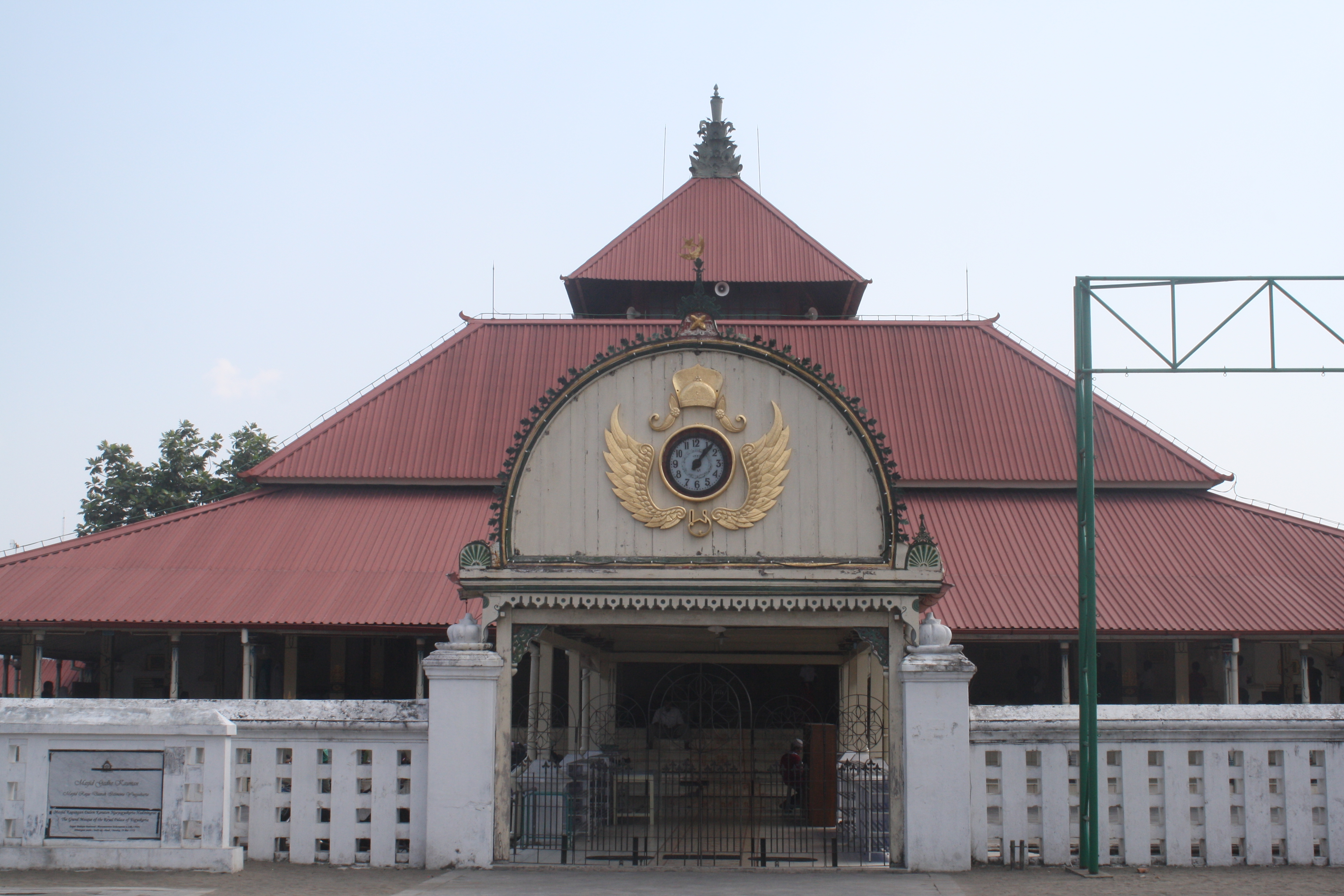
Масджид Геде Кауман в Джок'якарті, побудований у традиційному яванському багатоярусному даху
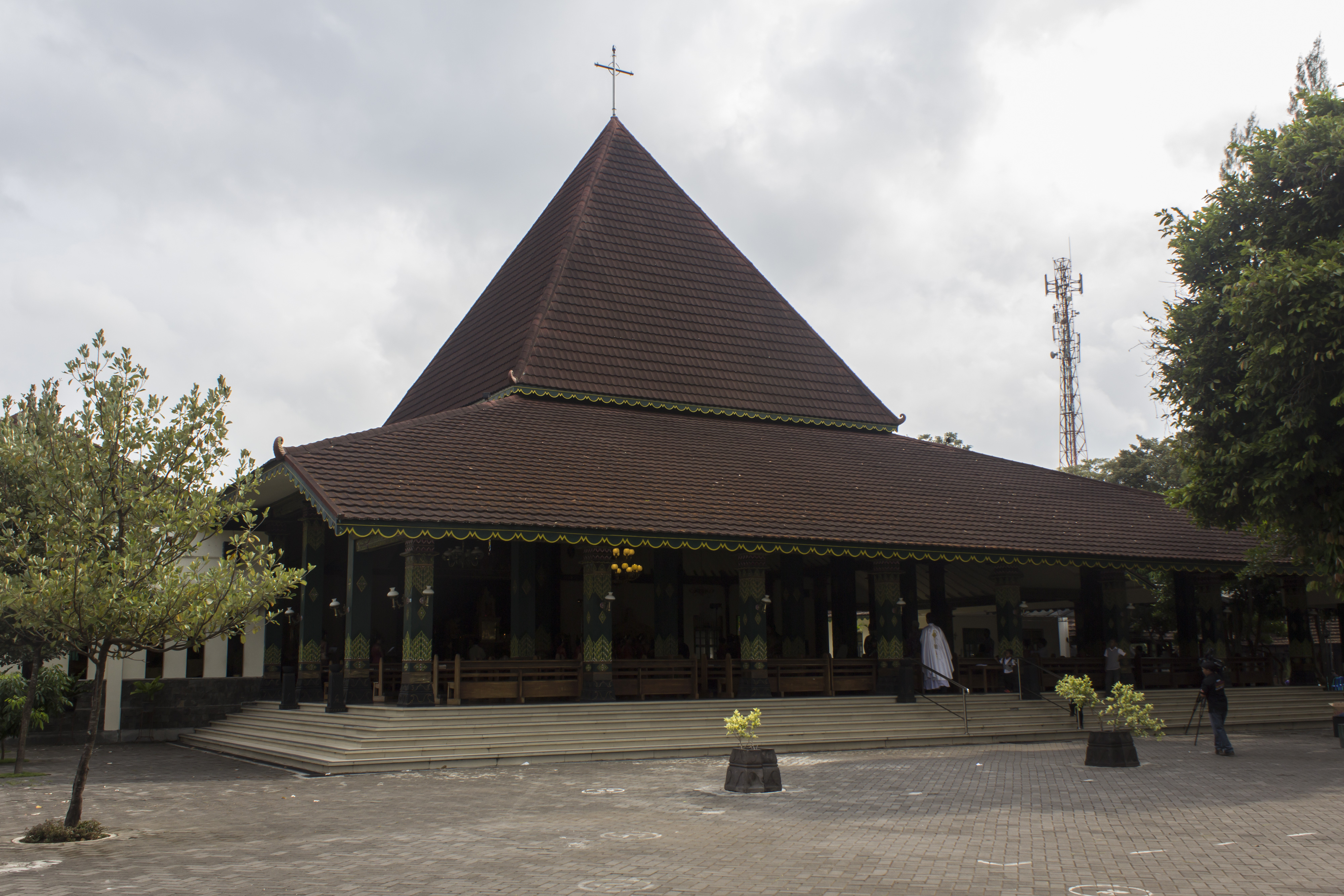
Ганджуранська церква в Бантулі, побудована в традиційній яванській архітектурі

Католицька віра, наприклад, також використовує яванський словник і систему відліку, використовуючи термін «ромо» (яванський: батько) для «батька» як позначення католицького священика. Зусилля прозелітизму католиків також використовували традиційне мистецтво ваянг для поширення свого послання; Wayang Wahyu використовувався для виконання біблійної історії та християнства. В архітектурі католицизм також прийняв яванський стиль і архітектуру для своїх церков, таких як Ганджуранська церква в Бантулі, Джок'якарта, яка побудувала святиню Ісуса в стародавній яванській архітектурі канді . Іншим прикладом є церква Похсаранг у Кедірі, побудована за традиційною яванською архітектурою.
Під час колоніального періоду Голландської Ост-Індії багато яванців мігрували до Сурінаму як робітники на плантаціях. У межах архіпелагу яванці також мігрують до кількох місць, таких як Суматра, Калімантан і Джохор на Малайському півострові. Відомо, що в таких регіонах, як північна Західна Ява, Лампунг і Східний Калімантан, проживає велика кількість яванських поселенців.

## Сучасна історія

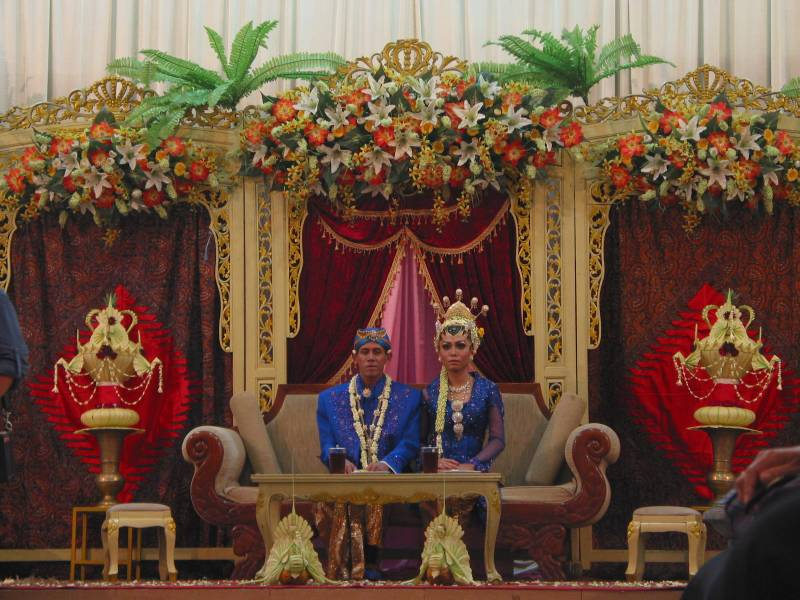
Культурна ідентичність яванців була посилена завдяки традиційним церемоніям, таким як яванське весілля.

Після Індонезійської революції (1945—1949) і здобуття Індонезією незалежності багато індонезійських національних символів походять від спадщини Маджапахіт, імперії з центром на Яві в XIV—XV століттях. Індонезійський прапор має кольори Маджапахіту, національний девіз Bhinneka Tunggal Ika та державна ідеологія Панкасіла також демонструють його спадок Маджапахіт. Батьки-засновники Індонезії, особливо Сукарно, копалися в індонезійському минулому місцевої мудрості та філософії, щоб сформулювати нову націю Індонезії. Звичайно, яванська культура як один із найвпливовіших основних елементів індонезійської культури внесла свою частку впливу.
Під час режиму Нового порядку Сухарто (1966—1998) політична культура Індонезії дещо сприймалася як яванізована. Рівні адміністрації також були організовані в яванських стилях та ідіомах, таких як Kabupaten і desa, терміни, які спочатку були невідомі в деяких індонезійських провінціях, таких як Західна Суматра та Іріан-Джая. У цьому розумінні Індонезії після здобуття незалежності термін «яванізація» використовується для опису процесу, за допомогою якого етнічні яванці та яванізовані особи поступово стали переважною та непропорційною більшістю керівної еліти в епоху після здобуття незалежності Індонезії.

## Критика

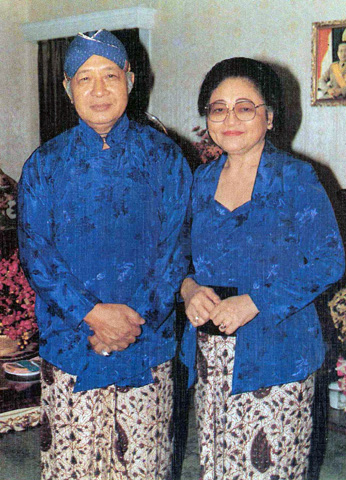
Сухарто та дружина Тьєн у традиційному яванському вбранні. Його авторитарний режим Нового Порядку критикували як «яванізацію» індонезійської політики.

Питання яванізації було чутливим і критичним питанням індонезійського національного будівництва та національної єдності. Яванське домінування розглядається не тільки в сфері культури, а й у соціальній, політичній та економічній сферах. Режим Нового Порядку Сухарто піддається критиці за те, що протягом десятиліть його правління він яванізував індонезійську політику. З точки зору політики, управління, влади та державної служби ця яванізація іноді сприймається негативно, оскільки містить найгірші елементи яванської культури, такі як жорсткість соціальної ієрархії, авторитаризм і свавілля. Розвиток, який іноді називають «матарізацією» та «феодалізацією», супроводжується прихильністю до демонстрації статусу та зарозумілістю. Типовий негативний опис пріяї, який поводиться як представник вищого класу Яви.
Програма переселення людей із густонаселеної Яви на інші індонезійські острови, такі як Суматра, Калімантан, Сулавесі та Західну Нову Гвінею, також піддається критиці, прискорила та сприяла процесу яванізації Індонезії. Проблема також підживлюється проблемами невідповідності розвитку, коли інші острови незадоволені розвитком і соціальним добробутом у своєму регіоні, на відміну від розвитку інфраструктури та розподілу багатства, які, здається, є на користь і зосереджені на Яві.
Однак сьогодні, в епоху місцевої автономії, нерелевантно пов'язувати програму трансміграції з проблемами яванізації, оскільки процес міграції також здійснюється всередині Яви або в межах певних провінцій. Наприклад, у Східній Індонезії, зоврема на Малуку та Папуа, більшість немісцевих поселенців походять із Сулавесі (Бугіс -Макассар і Бутон) і самого Малуку, а не з Яви. Трансміграція повинна ретельно вивчити економічний потенціал, а також соціальний і культурний вплив території. Він також базується на тому факті, що провінції, які відкриваються для плюралізму та приймають міжпровінційні поселенці та міграції, як правило, розвиваються швидше порівняно з тими, які самоізолюються. Важливо також відзначити, що сама Ява приваблює перантау (поселенців-мігрантів) і робітників з усього Індонезійського архіпелагу, і згодом демографія Яви не є однорідною.